# 谢拉菲姆·博加乔夫
谢拉菲姆·雅科夫列维奇·博加切夫（俄语：Серафим Яковлевич Богачёв，1909年—1939年2月23日）是苏联共青团委员会成员、莫斯科共青团地区委员会组织部主任、莫斯科共青团委员会第一书记，1939年在莫斯科被枪杀。1956年平反。